# Banjar Tengah
Banjar Tengah is een bestuurslaag in het regentschap Jembrana van de provincie Bali, Indonesië. Banjar Tengah telt 4231 inwoners (volkstelling 2010).